# Condillac
Condillac is een gemeente in het Franse departement Drôme (regio Auvergne-Rhône-Alpes) en telt 133 inwoners (1999). De plaats maakt deel uit van het arrondissement Nyons.
De filosoof en geestelijke Étienne Bonnot de Condillac ontleende zijn adellijke titel aan deze plaats.

## Geografie
De oppervlakte van Condillac bedraagt 9,5 km², de bevolkingsdichtheid is 14,0 inwoners per km².

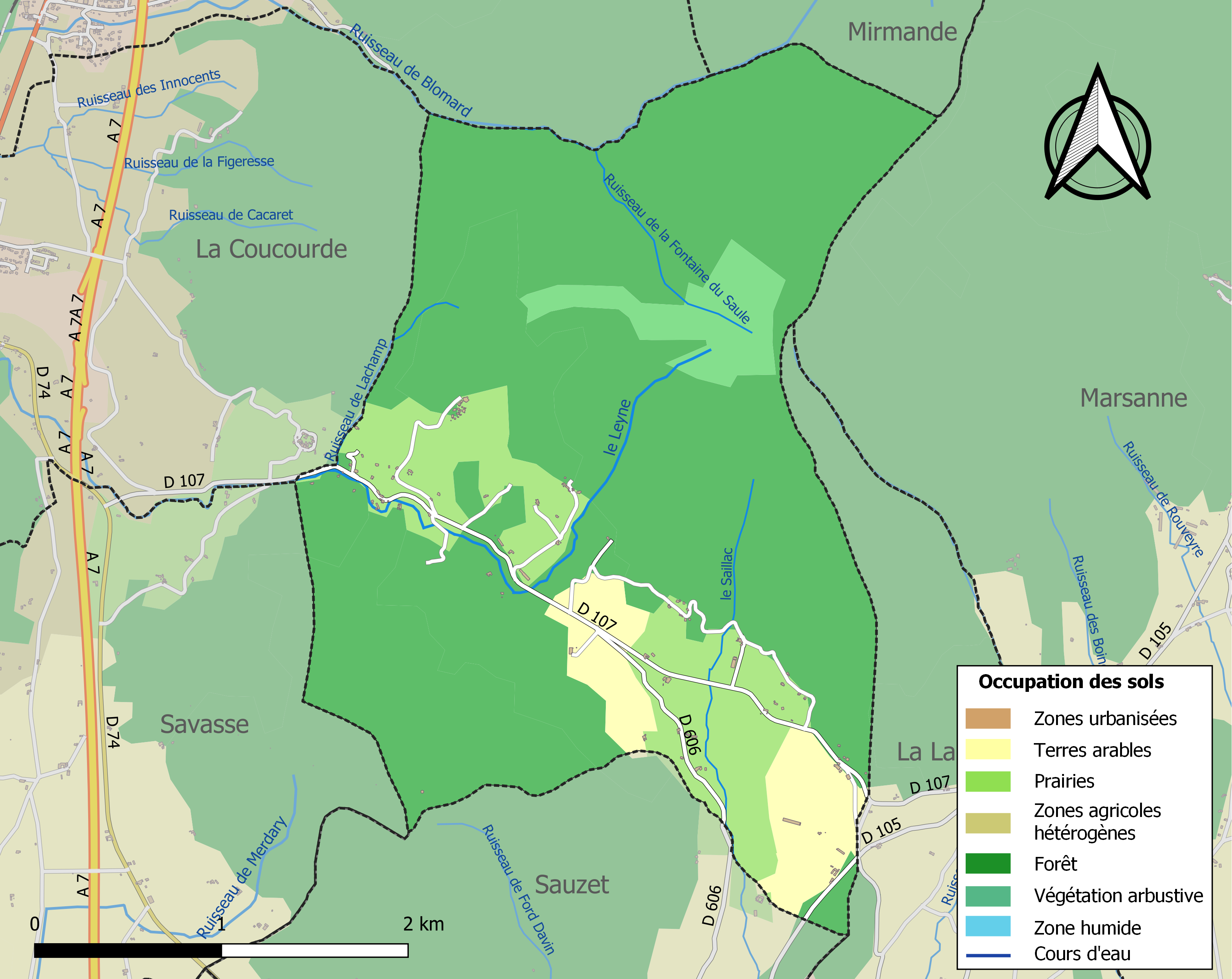
Kaart van de gemeente met belangrijkste infrastructuur, bodemgebruik en omliggende gemeenten

## Demografie
Onderstaande figuur toont het verloop van het inwonertal (bron: INSEE-tellingen).